# ジョン・カーペンターの要塞警察
『ジョン・カーペンターの要塞警察』（ジョン・カーペンターのようさいけいさつ、Assault on Precinct 13）は、1976年のアメリカ合衆国のアクション映画。90分、カラー。日本では劇場未公開。
監督のジョン・カーペンターが、1959年の西部劇『リオ・ブラボー』（監督ハワード・ホークス）の大ファンであったため、舞台設定を現代に置き換えてオマージュとして作った作品。なお、カーペンターは2001年に再び、設定がよく似ているが火星を舞台とした『ゴースト・オブ・マーズ』を監督している。
また、2005年にはイーサン・ホーク主演で『アサルト13 要塞警察』の題でリメイクされている。

## タイトル
原題中の「Precinct 13」は直訳すると「第13管区（の警察署）」あるいは簡潔に訳すと「13分署」となる。ただし実際に登場するのは「Precint 9, Division 13」（13地区9分署）で、しばしばアンダーソン署（訳によってはアンダーソン分署）とも呼ばれる。
カーペンターが脚本段階でつけたタイトルは Anderson Alamo だったが、配給時に Siege と変更された。さらにポスプロ段階でカーペンターのタイトルは却下され、現在のタイトルとなった。13という数字は、不吉な感じを出すためにタイトルに入れられた。
1980年に東京12チャンネル（現テレビ東京）で放送された際のタイトルは『要塞警察/ウォリアーズ・夜の市街戦』。ビデオ発売時のタイトルは『ジョン・カーペンターの要塞警察/ストリートギャングの大襲撃』であった。

## あらすじ
ストリートギャングにアイスクリーム屋と一緒に娘を殺され、犯人の一人を殺して追われる男が警察署に逃げ込む。9分署は明日の移転を控えて電話も使えず、わずかな署員が残るのみだった。凶悪な「ストリートサンダー」と呼ばれる男たちによって完全に包囲され、やがて消音銃を使うギャングたちの攻撃が開始された。黒人の囚人は「チョロ」と聞いて顔色を変え、車で連絡に向かうが殺される。偶然護送中に病気で収監されることになった死刑囚と警部補になって初日の黒人警官と女性職員が協力して迎え撃つ。巡回する警察官たちも異状を感ぜず、通り過ごして行く。

## キャスト
| 役名                       | 俳優                     | 日本語吹替                     |
| 役名                       | 俳優                     | 東京12ch版                     |
| -------------------------- | ------------------------ | ------------------------------ |
| イーサン・ビショップ警部補 | オースティン・ストーカー | 樋浦勉                         |
| ナポレオン・ウィルソン     | ダーウィン・ジョストン   | 青野武                         |
| リー                       | ローリー・ジマ―          | 此島愛子                       |
| ウェルズ                   | トニー・バートン         | 亀井三郎                       |
| ストーカー                 | チャールズ・サイファーズ | 細井重之                       |
| ローソン                   | マーティン・ウェスト     | 納谷六朗                       |
| ジュリー                   | ナンシー・ルーミス       | 高島雅羅                       |
| キャシー                   | キム・リチャーズ         | 市原由美子                     |
| チェイニー                 | ヘンリー・ブランドン     | 千葉繁                         |
| 刑務所長                   | ジョン・J・フォックス    | 加藤正之                       |
| アイスクリーム屋           | ピーター・ブルーニ       | 広瀬正志                       |
|                            |                          |                                |
| 演出                       | 演出                     | 蕨南勝之                       |
| 翻訳                       | 翻訳                     | 高橋京子                       |
| 効果                       |                          |                                |
| 調整                       |                          |                                |
| 制作                       | 制作                     | 千代田プロダクション           |
| 解説                       | 解説                     | 深沢哲也                       |
| 初回放送                   | 初回放送                 | 1980年2月14日 『木曜洋画劇場』 |

※日本語吹替はデラックス版DVD&HDリマスター版BDに収録。

## スタッフ
- 監督：ジョン・カーペンター
- 製作：J・S・カプラン
- 製作総指揮：ジョセフ・カウフマン
- 脚本：ジョン・カーペンター
- 美術監督：トミー・リー・ウォーレス
- 編集：ジョン・T・チャンス（＝ジョン・カーペンター）
- 音楽：ジョン・カーペンター
- 日本語字幕：馬原もすら

## 評価
レビュー・アグリゲーターのRotten Tomatoesでは44件のレビューで支持率は95%、平均点は7.80/10となった。Metacriticでは7件のレビューを基に加重平均値が89/100となった。